# Champion Red
Champion Red (яп. チャンピオンRED тямпион рэддо) — ежемесячный журнал сэйнэн-манги компании Akita Shoten, изначально являвшийся сёнэн-приложением к Gekkan Shonen Champion, но впоследствии ставший независимым. Выходит с августа 2002 года. С мартовского номера 2011 года специализация была изменена на «сэйнэн».
В нём печаталась такая манга, как Gomaden Shutendoji (2002—2005), Koi Koi Seven (2002—2007), Densha Otoko (2005—2006), Witchblade Takeru (2006—2007), Cat Paradise (2006—2008), Shigurui (2003—2010).

## Манга в журнале
| - Change 123 - Chaotic Rune Es - Domina No Do! - Desperado - Franken Fran - Gate Runner - Ichiban Ushiro no Daimaou - Junk -Record of the Last Hero- - Lives - Maho Knight - Maid Thunder |  | - MONOkuro - Ray -The Other Side- - Saint Seiya Episode.G - Scarface - Seikon No Qwaser - Shin Mazinger Zero - Linebarrels of Iron - VectorCase File - Yomeiro-Choice |

## Champion Red Ichigo
Champion Red Ichigo (яп. チャンピオンREDいちご тямпион рэддо итиго) — приложение к Champion Red, выходящее с декабря 2006 года. С июня 2007 выпускается дважды в месяц. В этом журнале публикуется манга Aki Sora, Loveyume Mix, Nekogami Yaoyorozu, Nyatto! (にゃっと!), Otomari Honey, Yomeiro Choice.